# Heinrich Rudolph von Schönfeldt

Wappen derer von Schönfeldt

Heinrich Rudolph von Schönfeldt, auch von Schönfeld, (* 26. Juli 1695; † 25. Januar 1751 in Löbnitz) war ein kursächsischer Hausmarschall und Oberschenk sowie Rittergutsbesitzer.

## Herkunft
Er stammte aus dem sächsischen Adelsgeschlecht von Schönfeldt und war der Sohn des Rittergutsbesitzers Adolph von Schönfeldt auf Löbnitz-Schlossteil. Er trat in den Dienst der Wettiner am Dresdner Hof und stieg dort 1746 bis zum Oberschenk auf.
Als schriftsässiger Rittergutsbesitzer nahm er an den Sächsischen Landtagen 1716 bis 1749 teil: 1716, 1718 und 1722 als Vertreter der Allgemeinen Ritterschaft, 1728, 1731, 1734 und 1737 im Weiteren Ausschuß und 1742, 1746 bzw. 1749 im Engeren Ausschuß.
Sein Sohn Johann Hilmar Adolph von Schönfeldt übernahm die väterlichen Güter und wurde 1788 in den Reichsgrafenstand erhoben.